# 尾上多賀之丞

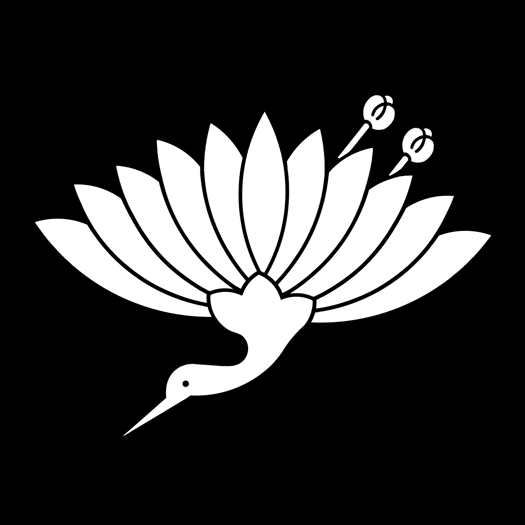
菊鶴

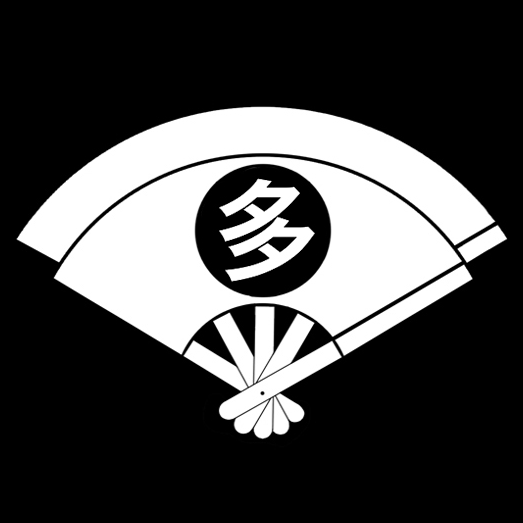
重ね扇に
多の字

尾上 多賀之丞（おのえ たがのじょう）は、歌舞伎役者の名跡。屋号は音羽屋。定紋は菊鶴、替紋は重ね扇に多の字。
- 初　代 尾上多賀之丞
  - 出自・生没年不詳。
  - 仙吉 → 初代尾上多賀之丞

- 二代目 尾上多賀之丞
  - 二代目尾上菊次郎の養子、1849–99。
  - 尾上菊松 → 二代目尾上多賀之丞

- 三代目 尾上多賀之丞
  - 四代目淺尾工左衛門の甥、1889–1978。
  - 市川鬼三郎 → 五代目市川鬼丸 → 三代目尾上多賀之丞